# Chelānāb
Chelānāb (persiska: چلاناب, Chelleh Nāb) är en ort i Iran.   Den ligger i provinsen Östazarbaijan, i den nordvästra delen av landet, 500 km nordväst om huvudstaden Teheran. Chelānāb ligger 2 009 meter över havet och antalet invånare är 200.
Terrängen runt Chelānāb är kuperad, och sluttar söderut. Runt Chelānāb är det ganska glesbefolkat, med 27 invånare per kvadratkilometer. Närmaste större samhälle är Gūyjeh-ye Solţān, 10,8 km sydost om Chelānāb. Trakten runt Chelānāb består i huvudsak av gräsmarker.